# 名古屋市立高杉中学校
名古屋市立高杉中学校（なごやしりつ たかすぎちゅうがっこう）は、愛知県名古屋市中川区の公立中学校。

## 概要
1984年（昭和59年）4月1日、中川区11校目の中学校の名古屋市立高杉中学校として、名古屋市立一柳中学校区の一部を割いて独立開校した。校名の高杉は所在地名に由来し、地名は旧大字東起字高正寺および同字杉野のそれぞれの頭文字を組み合わせた合成地名であるとされる。1985年（昭和60年）10月には、校歌として「明けゆく空に」が制定されている。

## 通学区域
所管する名古屋市教育委員会は、2017年（平成29年）4月1日現在、名古屋市立中島小学校および名古屋市立西中島小学校の学校区を通学区域として指定している。